# Chigusa Kitani
Chigusa Kitani (木谷 千種 Kitani Chigusa?, 17 de febrero de 1895-24 de enero de 1947) fue una pintora japonesa Nihonga (日本画?) y profesora de pintura en la Era Taishō y en la Era Shōwa.

## Biografía
Chigusa Kitani nació en Kita-ku, Osaka Dōjima (堂島?), en el centro de Osaka (segunda área metropolitana más grande de Japón), en 1895 con el nombre de Ei Yoshioka (吉岡 英 Yoshioka Ei?).
Mientras iba a la escuela secundaria femenina Shimizudani, estudió pintura de pájaros y flores con Chokujō Fukada (深田直城 Fukada Chokujō?)  que es una famosa pintora de la Escuela Shijō (四条派 Shijō-ha?). Se mudó a Tokio en 1913 (durante la Era Taishō 2) para estudiar con Shōen Ikeda (池田蕉園 Ikeda Shōen?).

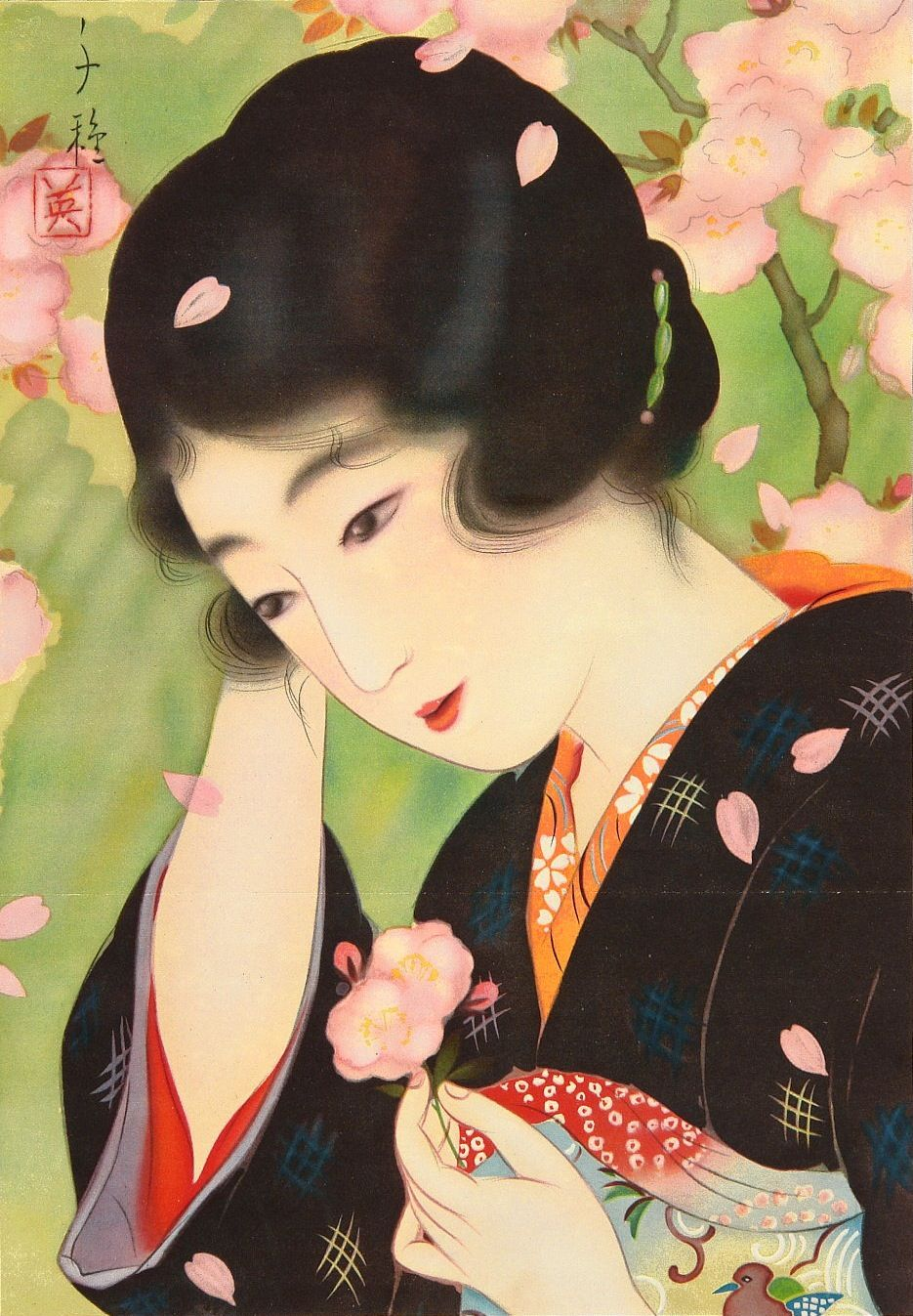
Kuchi-e (口絵, Book frontispiece|frontispieces of books) - Litografía

Al regresar a Osaka, se convirtió en alumna de Tsunetomi Kitano (北野恒富 Kitano Tsunetomi?) y de Kyuho Noda (野田九浦 Noda Kyuho?). Kitano fue un famoso pintor que dibujaba (Bijin-ga (美人画?  "retratos de personas bonitas", es un término genérico para cuadros de mujeres bonitas en el arte japonés).
En 1919, comenzó a estudiar con Keigetsu Kikuchi (菊池契月 Kikuchi Keigetsu?)  en Kioto.
Durante dos años se formó en Seattle, Washington, en los Estados Unidos, entre los 13 y los 15 años, y su obra se exhibió en todo Japón.
En 1920, se casó con Hōgin Kitani ( 木谷蓬吟?, Kitani Hōgin), un investigador sobre el dramaturgo japonés Chikamatsu Monzaemon. Ese mismo año, estableció una escuela de pintura Yachigusa-kai (八千草会?)  y Chigusa-kai (千種会?)  en su casa en Osaka. Su objetivo era nutrir, instruir y mejorar la situación de las mujeres pintoras.

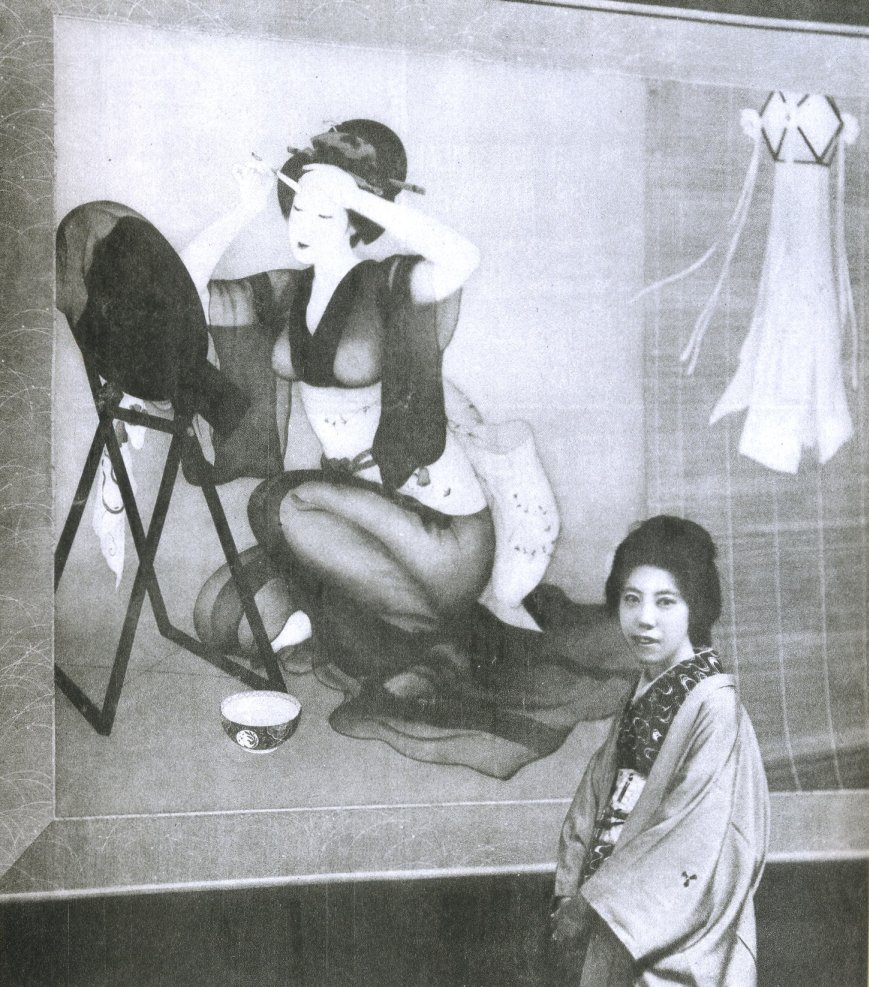
Con su pintura Mayu no Nagori (眉の名残, Cuidado de las cejas)

Murió en 1947 (en la Era Showa 22) en el distrito deMinamikawachi en Osaka a la edad de 51 años.

## Obra
En 1915, cuando Chigusa Kitani tenía 20 años, fue seleccionada para la primera Feria de Arte de Osaka (大阪美術展覧会 Osaka Bijutu Tenrankai?)  como Shin-kyo (新居 "Obra nueva"?)  y para la 9ª Exposición de Bellas Artes del Ministerio de Educación (文部省美術展覧会 (文展, Bunten) Monbu-Sho Bijutu Tenrankai?). Ministerio de Educación (文部省美術展覧会 (文展, Bunten) Monbu-Sho Bijutu Tenrankai?) como Hari-Kuyō (針供養 "Ceremonia del festival de las agujas rotas"?). Este Hari-Kuyō es un trabajo que representa a una niña Geisha en Kioto.
Exhibió sus obras en exposiciones como la Exposición imperial de la Academia de Bellas Artes (帝国美術院展覧会 (帝展, Teiten) Teikoku Bijutu-in Tenrankai?), Kikuchijuku-ten (菊池塾展 "Exposición de Keigetsu Kikuchi para una escuela privada"?) y Yachigusakai-ten (Exhibición de Yachigusakai).

## Galería

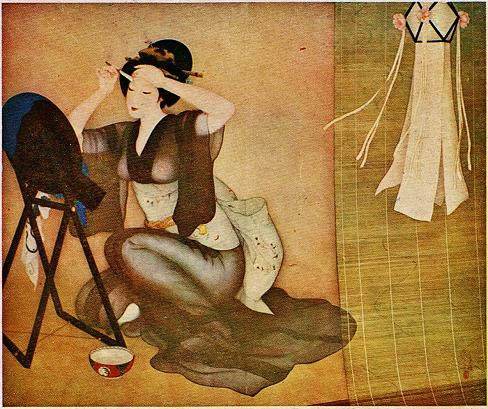
Mayu no Nagori (眉の名残 Cuidado de las cejas?, 1925)
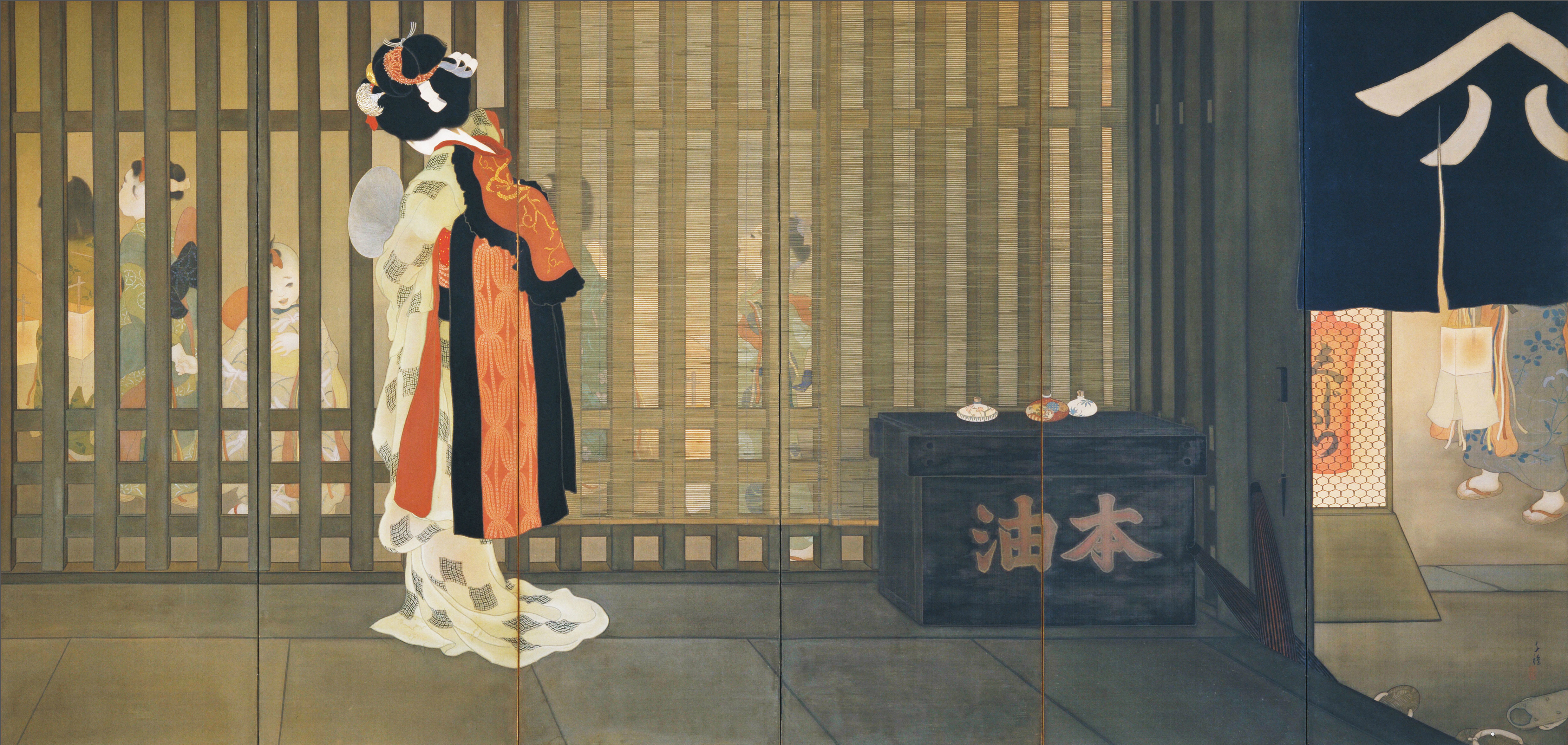
Ongoku (をんごく País lejano?, 1918)
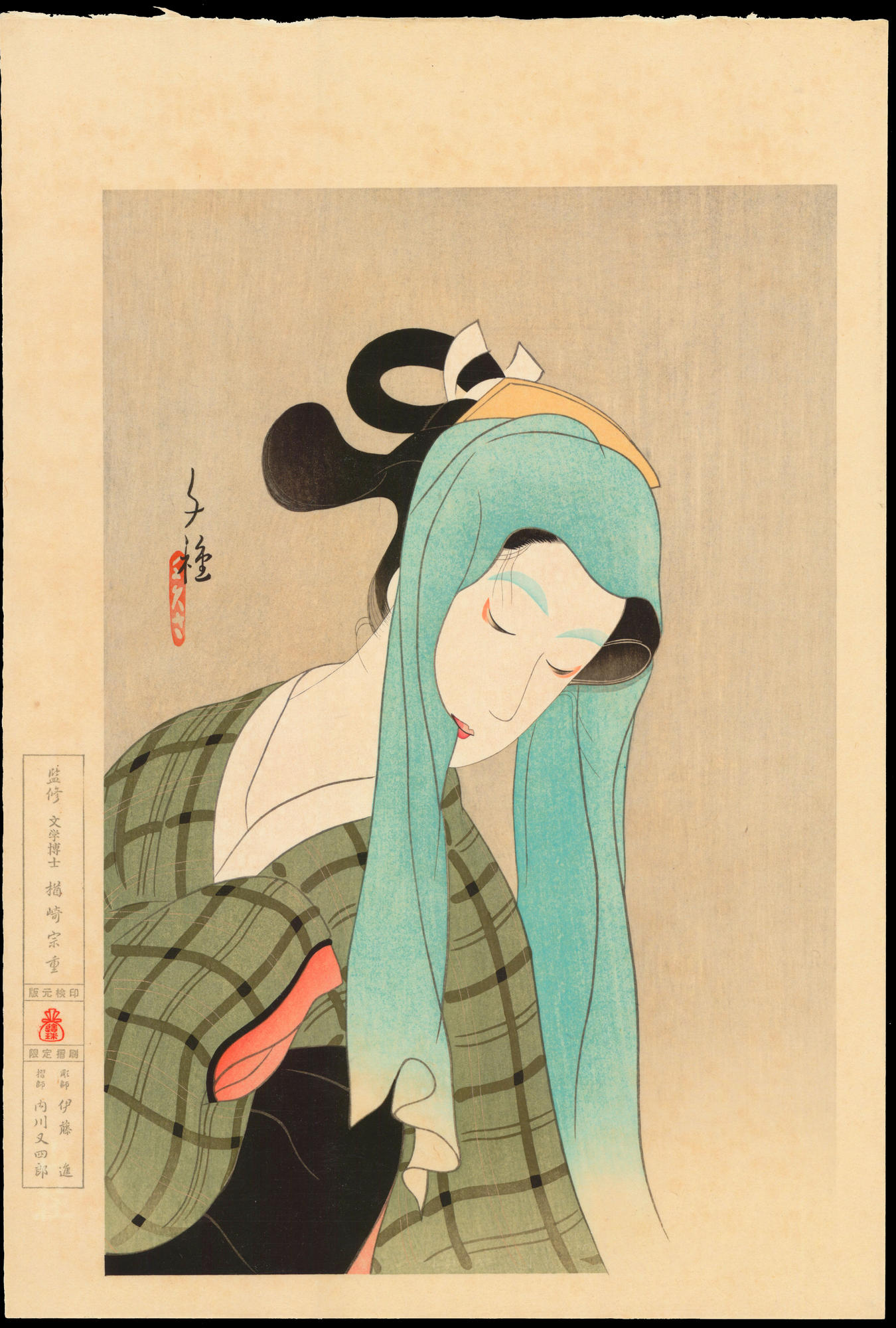
Shinju Yoi Goshin no Ochiyo (心中宵庚申、お千代 Ochiyo en "doble suicidio por amor"?, 1922) Grabado en madera  de "Obras completas de Chikamatsu Monzaemon" de Hōgin Kitani
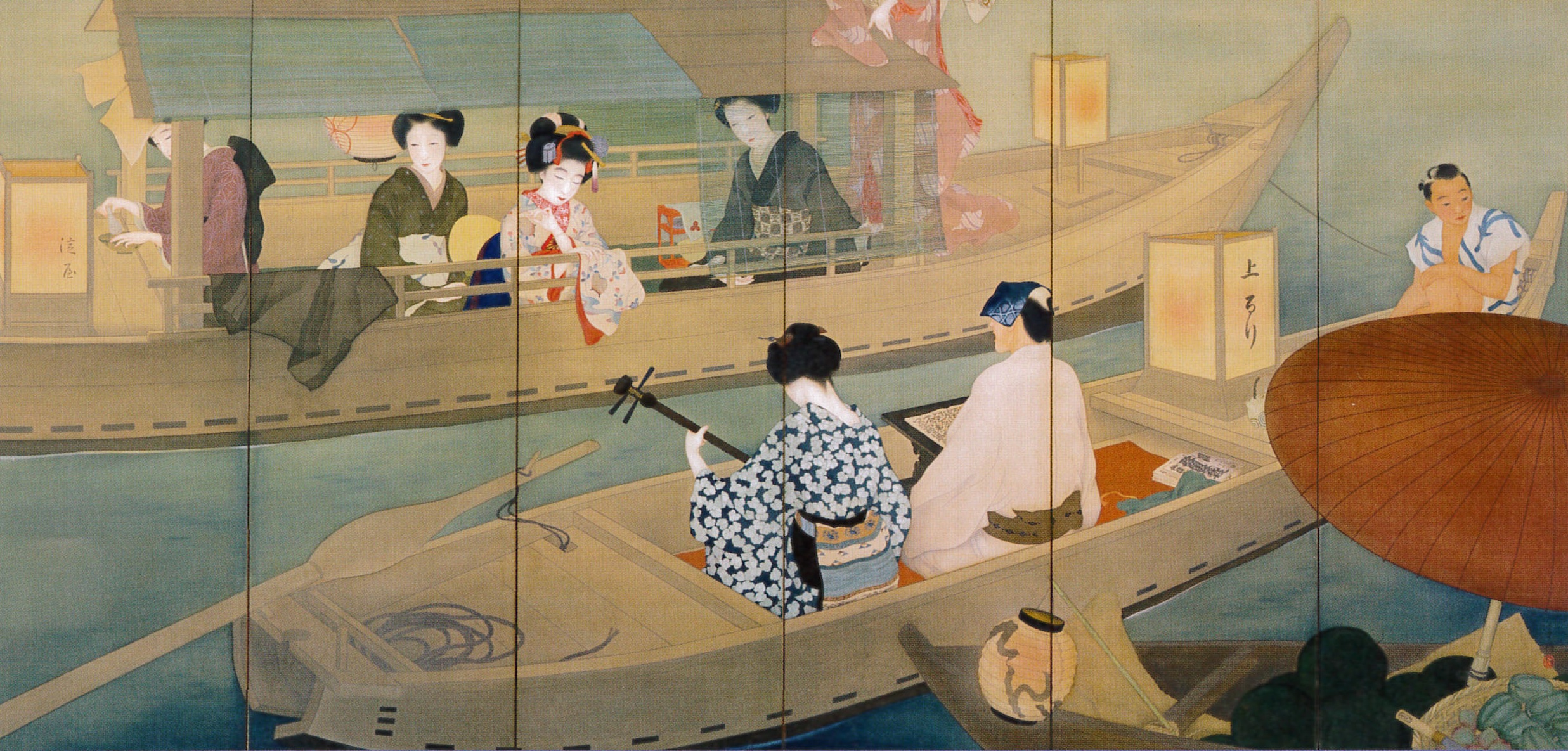
Jōruri (music)|Jōruri Bune (浄瑠璃船 Pequeño bote para tocar música Jōruri?, 1926)
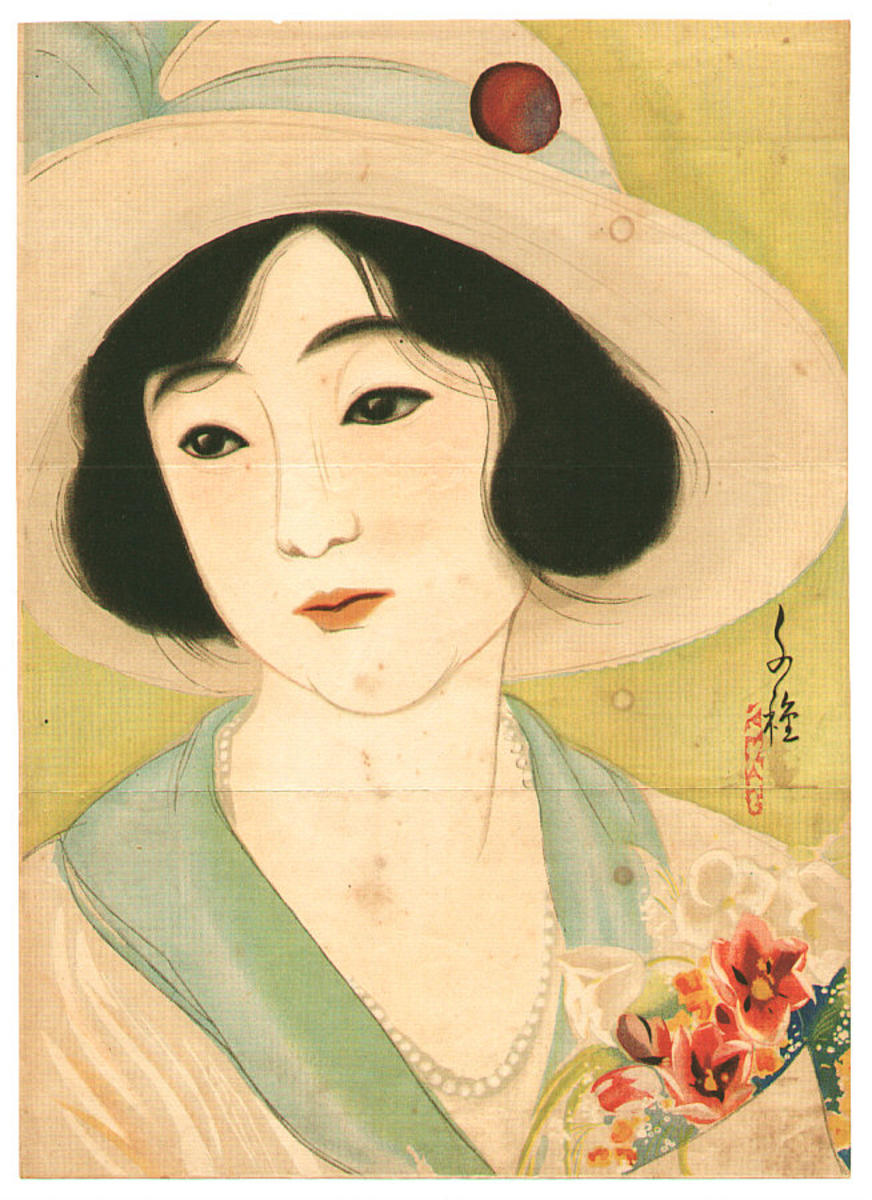
Kuchi-e (口絵 Portada para libro?)  - Litografía
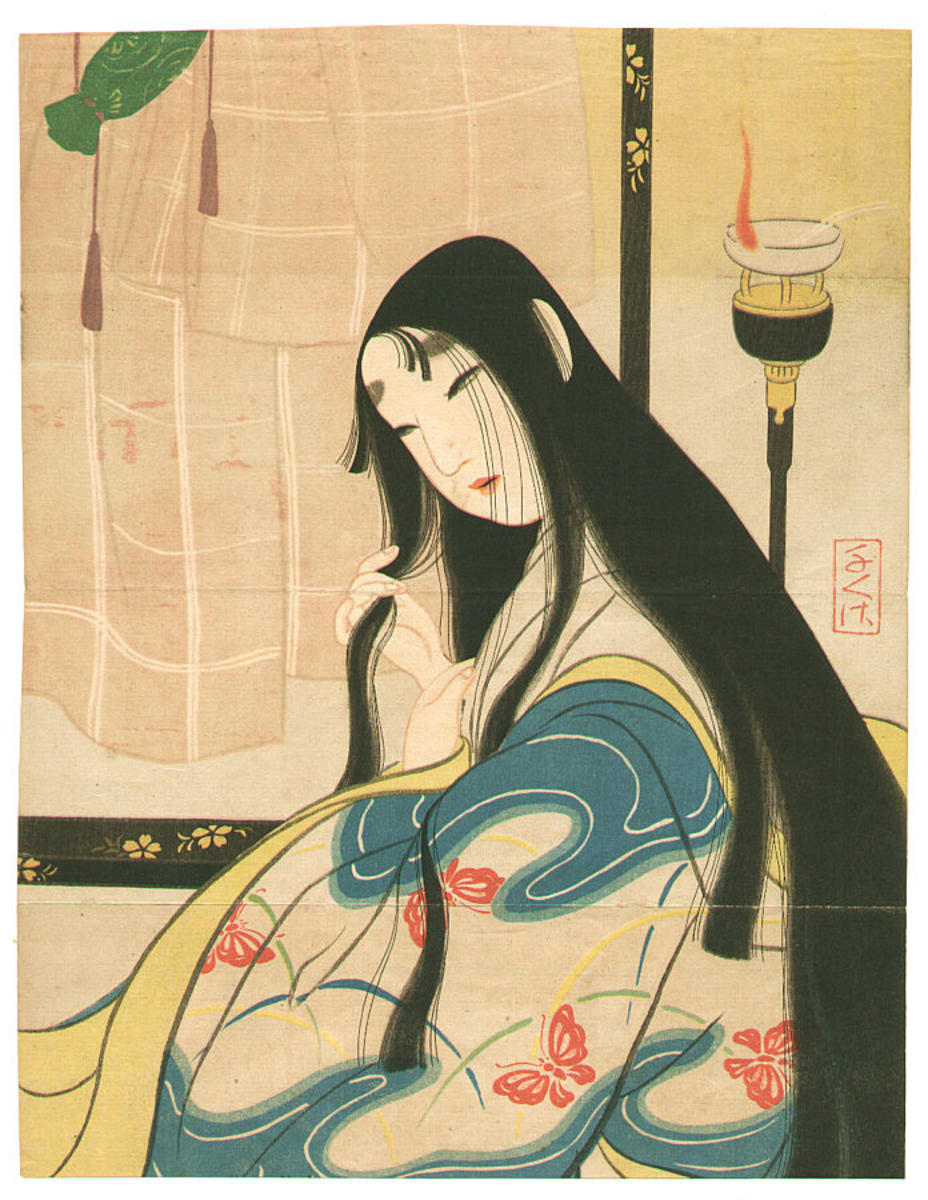
Kuchi-e (Litografía)